# Export Control System
Het Export Control System (ECS) is een systeem dat wordt gebruikt door de Nederlandse Douane. Het ECS wordt door de Douane gebruikt om vast te stellen of ten (weder)uitvoer aangegeven goederen de Europese Unie hebben verlaten. Dit gebeurt door elektronische uitwisseling van informatie tussen kantoren van uitvoer en kantoren van uitgang.

## ECS Uitgaan
Goederen die het douanegebied gaan verlaten, staan onder toezicht van de Douane. Hieronder vallen bijvoorbeeld goederen die zijn geplaatst onder de douaneregeling uitvoer, goederen waarvoor een aangifte of kennisgeving tot wederuitvoer is ingediend of goederen die onder dekking van een carnet ATA tijdelijk het douanegebied van de Europese  Unie verlaten.
Het elektronisch uitwisselen van deze informatie vervangt het terugsturen van het papieren derde exemplaar van de uitvoeraangifte. 